# Tournai e il Tournaisis
Il Tournai e il Tournaisis fu un piccolo territorio autonomo situato tra la contea delle Fiandre e la contea di Hainaut, nell'attuale Belgio, esistito durante il medioevo, consistente nella città di Tournai e l'area circostante.

## Storia
L'origine della città, situata sulla riva sinistra della Schelda, a sua origine va ricercata in un pagus romano tra la civitas dei Menapi, della quale, in epoca tardo romana ne divenne la città principale. La città fu poi parte dall'843 dell'altomedievale regno franco occidentale, che divenne poi la Francia, mentre l'area circostante, quello che sarebbe stato il futuro Tournaisis fu fino al IX secolo parte della Contea delle Fiandre.
La città fu sede del Vescovato di Tournai costituendo una signoria episcopale sotto la sovranità del re dei franchi. Per questo la città godette di un certo potere e una relativa indipendenza.
Le invasioni normanne del'881 distrussero la città ma l'economia, già florida prima di questa data, si riprese in breve tempo tanto che le mura vennero estese nell'XI secolo a un borgo mercantile fuori delle mura cittadine e, nel secolo successivo al borgo, chiamato Saint-Brice, formatosi sulla riva opposta della Schelda nel territorio imperiale.
Verso il 1147 iniziò un processo di allontanamento del governo locale dall'autorità ecclesiastica prima vedendo riconosciuta l'autonomia amministrativa con la creazione di un comune e poi, nel 1187, ottenendo la definitiva autonomia dal vescovo. Questo percorso, guidato dalla borghesia locale, portò Tournais e il Tournaisis sotto la sovranità diretta del re di Francia.
Tournai, divenne quindi, per la sua posizione geografica agli estremi settentrionali del regno, il più importante centro politico di espansione francese verso nord, godendo così di un particolare trattamento e protezione da parte del re. Il grado di autonomia raggiunto fu così elevato che persino la giustizia era amministrata in modo del tutto autonomo. Una nuova e più grande cinta di mura tu costruita tra il 1202 al 1304 mettendo insieme e federando le circostanti signorie autonome.

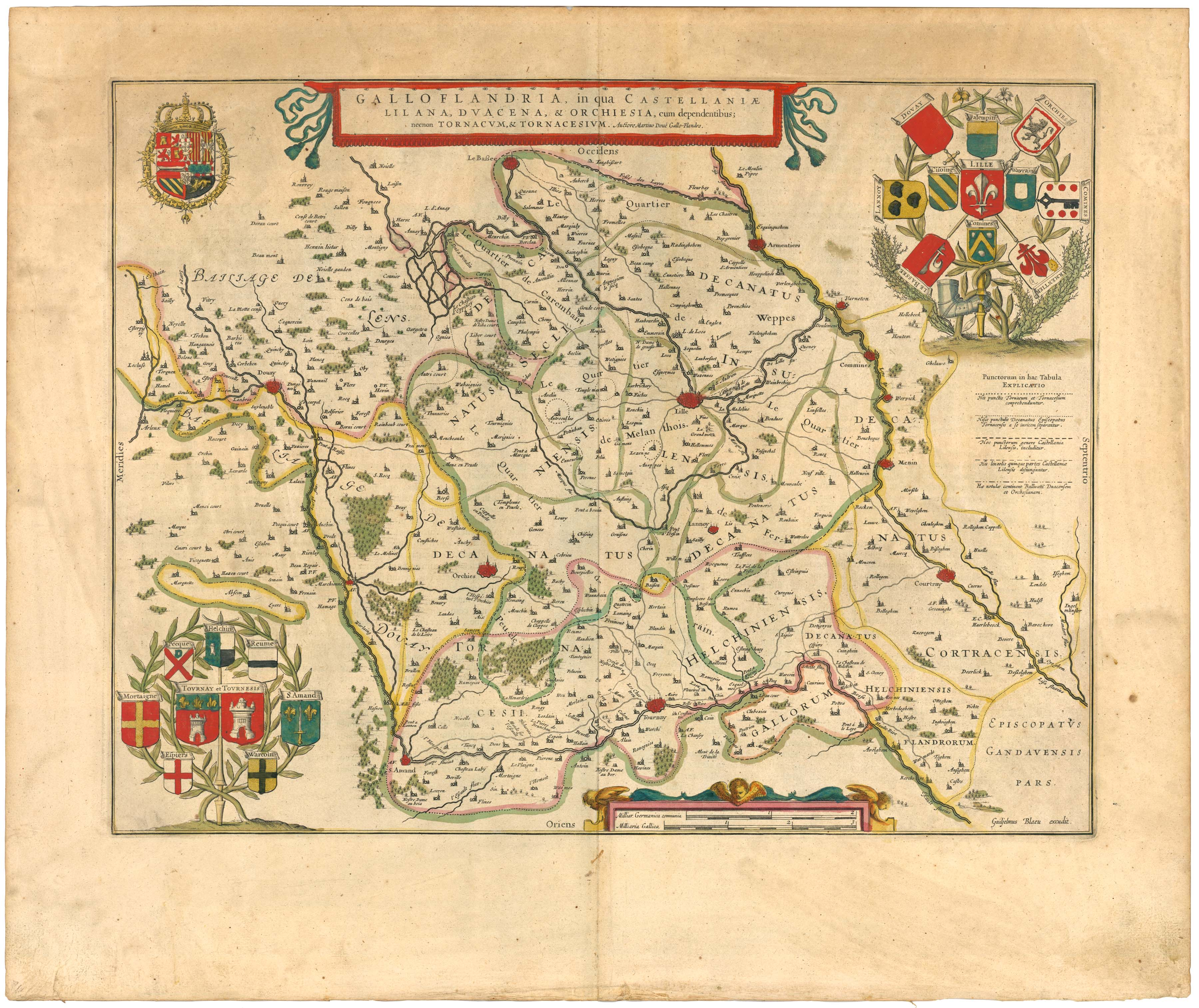
Carta realizzata nel 1645 da Joan Blaeu.

La fedeltà al re di Francia fu provata nel corso della guerra dei cent'anni, sostenendo con successo, nel 1340, un assedio di Edoardo III, re d'Inghilterra e dei suoi alleati.
Tra il 1423 e il 1429 il potere comunale finì nelle mani delle corporazioni delle arti e mestieri che si opposero all'annessione di Tournai alle costituende Diciassette Province a opera dei duchi di Borgogna della casa di Valois. L'impresa riuscì nel 1521 ai successori dei Valois, gli Asburgo, con Carlo V. Formalmente annessa alle Fiandre, l'area mantenne una forte autonomia. Da allora Tournai e il Tournaisis seguirono le vicende dei Paesi Bassi partecipando alla rivolta contro Filippo II di Spagna. Nel 1581 l'area cadde nuovamente sotto il dominio spagnolo per mano di Alessandro Farnese. La situazione rimase tale anche dopo il termine della guerra degli ottant'anni cosicché Tournai e il Tournaisis entrarono a pieno titolo nei Paesi Bassi spagnoli.
Nel 1667 Tournai fu assediata e insieme al Tournaisis conquistata da Luigi XIV. Rimasero francesi fino al 1709 quando furono riconquistati dal principe Eugenio di Savoia e dal duca di Marlborough. Con il termine della guerra di successione spagnola e il trattato di Utrecht del 1711 Tournai e il Tournaisis entrarono a fare parte dei Paesi Bassi austriaci.
Durante la guerra di successione austriaca, nel 1745, Luigi XV riuscì a conquistare il dominio sulla città per poi perderlo con il resto dei Paesi Bassi con il trattato di Aquisgrana del 1748.
Nel 1792 i rivoluzionari francesi occuparono il Belgio e quindi Tournai e il Tournaisis. L'anno successivo l'Austria e gli alleati riconquistarono il territorio per poi perderlo definitivamente nel 1794 con la battaglia di Fleurus.